# スプリング・ブレイクダウン
『 スプリング・ブレイクダウン』（Spring Breakdown）は2009年のアメリカ映画。さえないアラフォー女子3人組が、春休み期間の延長のリゾート地ではじけようと奮闘するコメディドラマ。

## ストーリー
ベッキーと、ゲイルと、ジュディの三人は大学時代に親友で、3人で「トゥルー・カラーズ」のライブ・パフォーマンスを行ったが、観客からまったく、いい反応がなかった
その15年後のワシントンDC。愛猫をなくして落ち込んでいる国会議員秘書のベッキーは、ハートマン議員から娘アシュリーのお目付け役を依頼される。アシュリーは、母親には自分が「人気者」だと嘘をついているが、実際は「いけてない」女子であり、自分をかえようと、気になる男子が向かった、若者たちで賑わうリゾート地、テキサス州の『サウスパードレ島』へ、女友達を2人をつれ、3人組で行く。
ベッキーは、いまだパッとしないゲイル（盲導犬指導師）と、男運が悪いジュディ（結婚相手候補はゲイだった）と一緒になり、3人組で『サウスパードレ島』に向かう。
島につくと、さっそくジュディは男漁りを始め、さえないゲイルは島で人気の美女チーム"セブンズ"に仲間入りし、思いのまま弾ける日々。一方で、アシュリーは議員の娘として扱われる事にコンプレックスを抱き、ベッキーは次第にアシュリーと距離を縮めようとする。
ところが、アシュリーの素性がばれたことから、ベッキーとアシュリーは喧嘩をして逮捕されてしまう。アシュリーがハートマン議員の娘である事が分かると、ニュースで大々的に放送されてしまう。
怒ったハートマン議員は、事態収拾のため島に向かうが、アシュリーたち3人組とベッキーらアラフォー3人組は、『サウスパードレ島』の最大のイベント「ALL-GIRL TALENT ShOW」に出演する。

## 主な登場人物
ベッキー
演 - パーカー・ポージー
ハートマン議員秘書。仕事熱心なアラフォー。
ゲイル
演 - エイミー・ポーラー
ベッキーの友人。地味なアラフォー。
ジュディ
演 - レイチェル・ドラッチ
ベッキーの友人。男運が悪いアラフォー。
アシュリー
演 - アンバー・タンブリン
ハートマン議員の娘で学生。
ハートマン議員
演 - ジェーン・リンチ
副大統領候補の女性上院議員。
ウィリアム
演 - セス・マイヤーズ
ビーチでジュディが見つけたイケメン。
メイソン
演 - ソフィー・モンク
ご当地アイドルグループ、"セブンズ"のリーダー。